# Benton (Wisconsin)
Benton è un comune degli Stati Uniti, situato in Wisconsin e in particolare nella Contea di Lafayette.